# Kundschafter mit der Traube (Wasserzeichenmotiv)

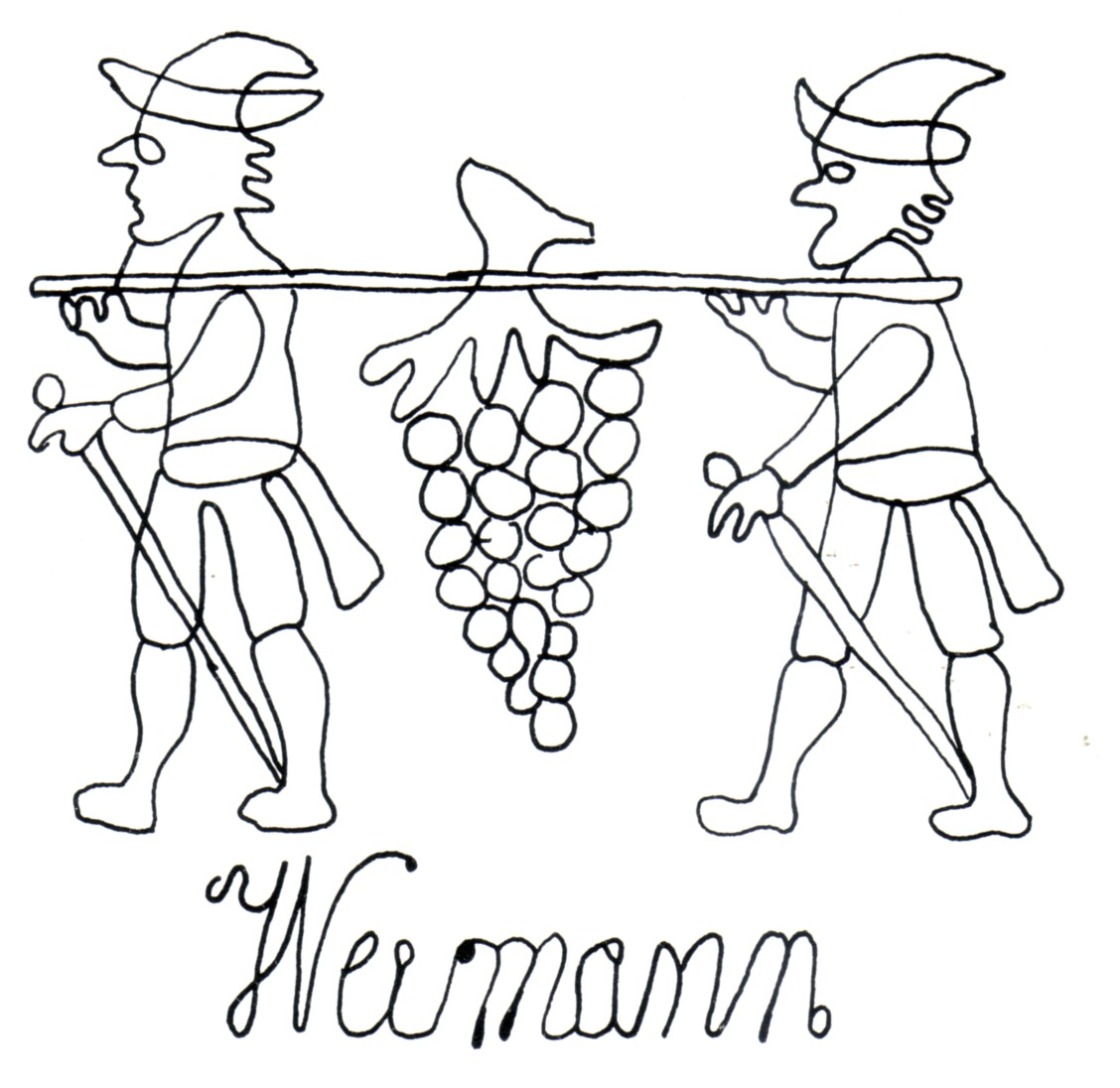
Wasserzeichen Waßmannsmühle 1820

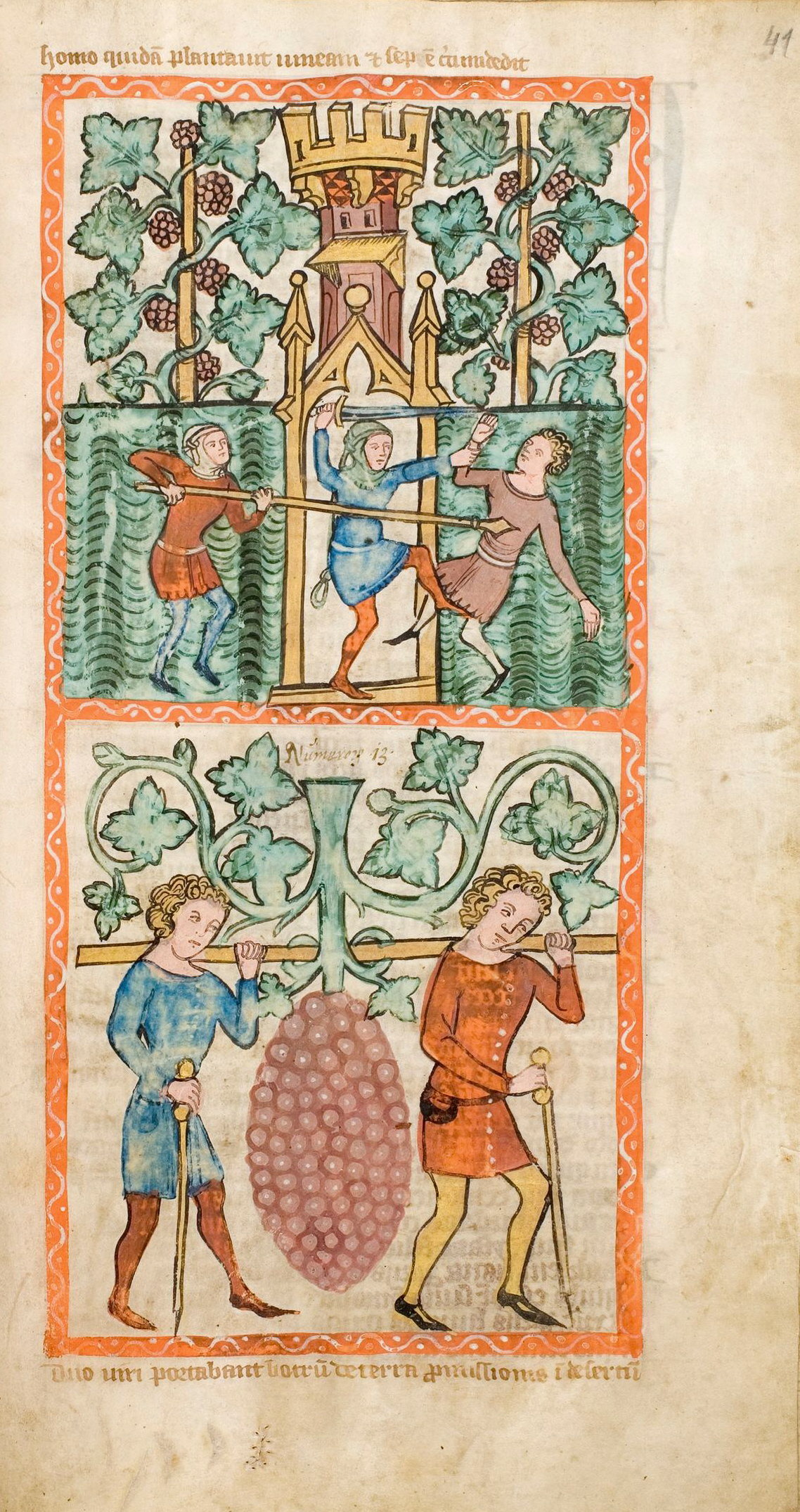
Speculum Humanae Salvationis, Westfalen oder Köln, um 1360

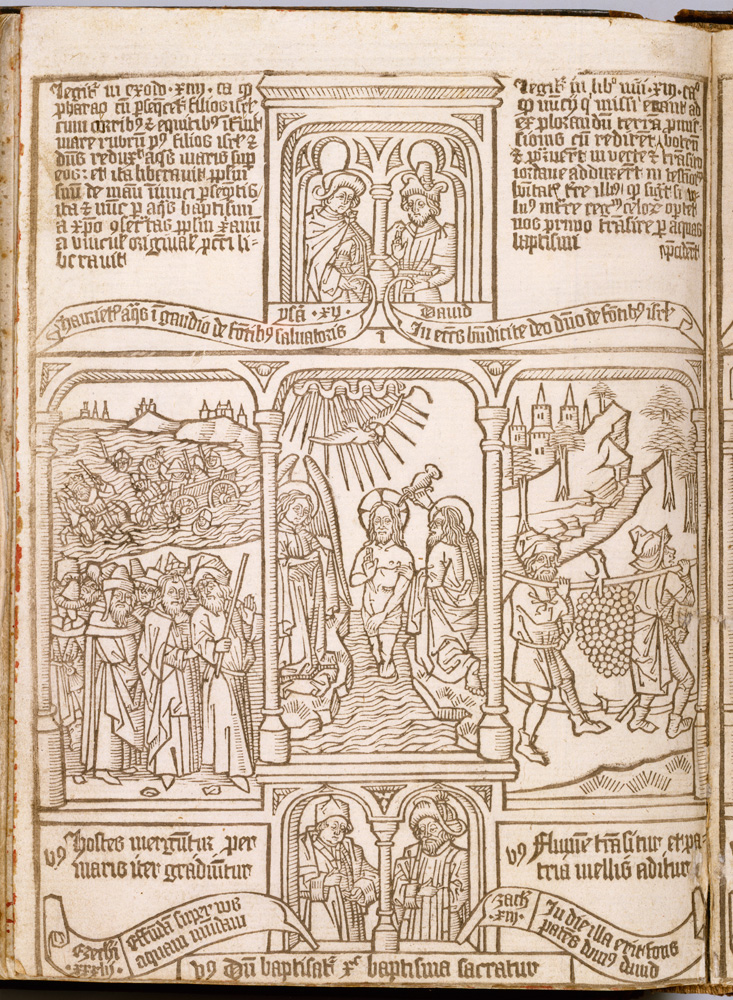
Blockbuch, Biblia pauperum

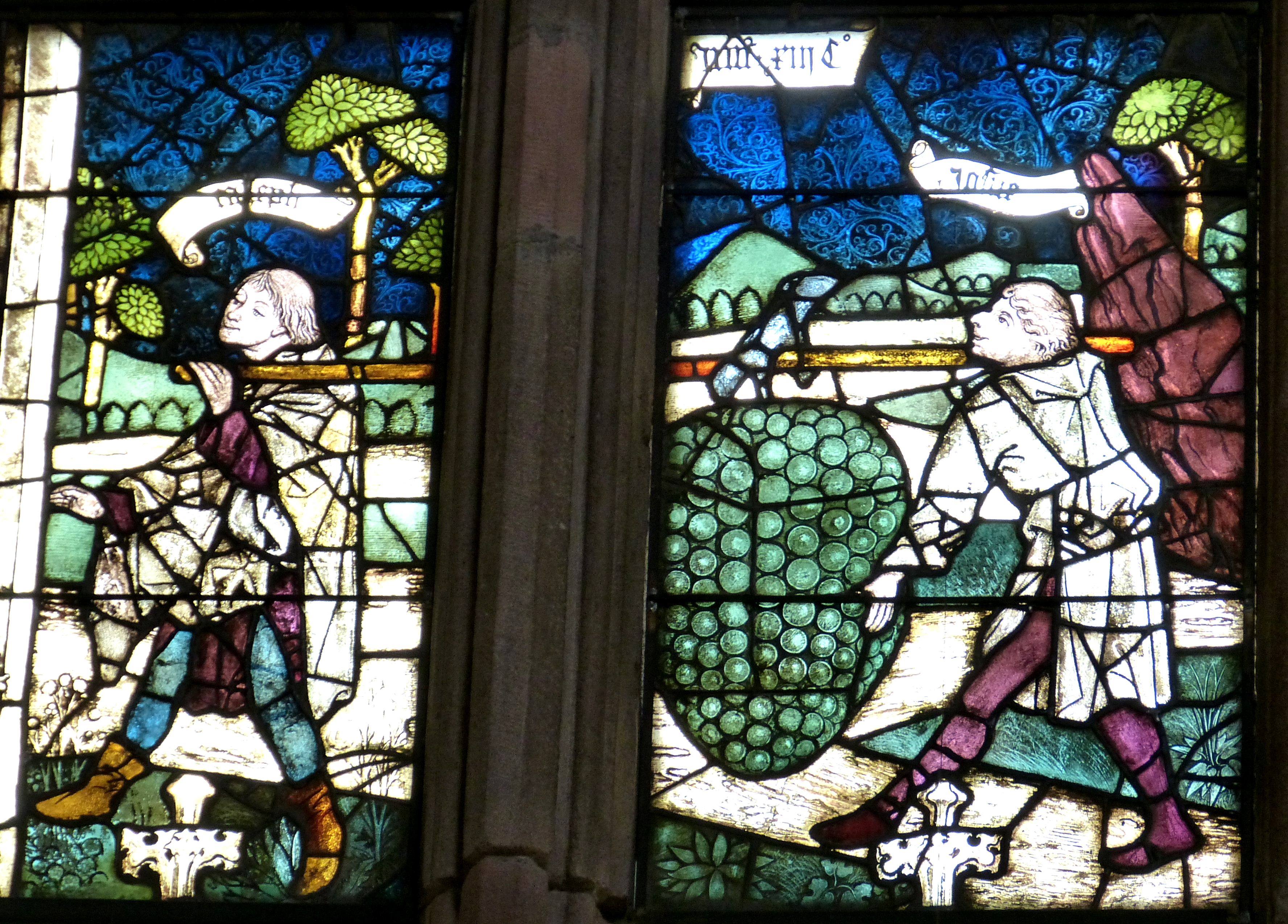
Nürnberg Lorenzkirche – Rieter-Fenster 6 Traube aus Kanaan

Die Kundschafter mit Traube bzw. Kundschafter mit der Traube sind nach der Erzählung im Alten Testament Josua und Kaleb. Moses hatte aus jedem der zwölf Stämme Israels Männer zur Erkundung des verheißenen Landes Kanaan ausgeschickt. Kaleb vom Stamme Juda und Josua aus dem Stamme Ephraim kehrten mit einer großen Weintraube zurück (4. Mos. 13,24). Diese wurde von den beiden nach vierzigtägiger Wanderschaft an einer geschulterten Stange getragen und legte Zeugnis ab von der Fruchtbarkeit des gesehenen Landes.

## Auftreten des Motivs
Bevor das Bildmotiv am Ende des 17. Jahrhunderts für eine Dauer von etwa einhundert Jahren Eingang in die Wasserzeichenkunst fand und Wisso Weiß zu entsprechenden filigranologischen Forschungen anregte, gab es entsprechende Darstellungen in Handschriften, in den Blockbüchern der Biblia Pauperum und in der 1540 in Wittenberg von Hans Lufft gedruckten Lutherbibel. Öffentlich gut zugänglich finden sich Josua und Kaleb seit 1480 in dem von Sebald und Peter Rieter gestifteten Fenster der Pfarrkirche St. Lorenz in Nürnberg. Das Bildmotiv findet sich auch im textilen Blaudruck.

„Seltsam ist, daß das Motiv an den verschiedensten und weit voneinander entfernten Orten auftritt. Es konnte noch nicht mit Sicherheit festgestellt werden, ob die Verbreitung dieses Wasserzeichen-Motivs etwa durch wandernde Papiergesellen oder durch die Wirkungsstätte wechselnder Papiermachermeister bzw. Besitzer von Papiermühlen geschah […]
Auch konnte bis jetzt kein einwandfreier Nachweis darüber erbracht werden, wann und in welcher Papierwerkstatt erstmals dieses Wasserzeichen-Motiv in Anwendung gebracht wurde.“

Als Riesaufdruck einer Ravensburger Papiermühle für „Gut Träubel Post-Papier“ findet sich das Bildmotiv in Form eines Kupferstichs des 17. Jahrhunderts in der Graphischen Sammlung der Zentralbibliothek Zürich.